# Panicum issongense
Panicum issongense är en gräsart som beskrevs av Pilg.. Panicum issongense ingår i släktet vipphirser, och familjen gräs. Inga underarter finns listade i Catalogue of Life.